# Zhangjiang Road
Zhangjiang Road (张江路; Pinyin: Zhāngjiāng Lù) is een station van de metro van Shanghai in het district Pudong. Het station wordt bediend door en is de oostelijke terminus van lijn 13. Het station werd in gebruik genomen op 30 december 2018.
Het ondergronds station met een eilandperron tussen de twee sporen ligt aan het kruispunt van Zhongke Road en Zhangjiang Road in het centrum van het district Pudong en bedient het Zhangjiang High-Tech Park.
Jinyun Road · West Jinshajiang Road · Fengzhuang · South Qilianshan Road · Zhenbei Road · Daduhe Road · Jinshajiang Road · Longde Road · Wuning Road · Changshou Road · Jiangning Road · Hanzhong Road · Shanghai Natural History Museum · West Nanjing Road · Middle Huaihai Road · Xintiandi · Madang Road · World Expo Museum · Shibo Avenue · Changqing Road · Chengshan Road · Dongming Road · Huapeng Road · Xianan Road · Beicai · Chenchun Road · Lianxi Road · Middle Huaxia Road · Zhongke Road · Xuelin Road · Zhangjiang Road

Lijnen van de metro van Shanghai: 1 · 2 · 3 · 4 · 5 · 6 · 7 · 8 · 9 · 10 · 11 · 12 · 13 · 14 · 15 · 16 · 17 · 18 · Pujiang Line